# Margriet Hermans
Margareta Maria Josepha (Margriet) Hermans (Turnhout, 17 maart 1954) is een Belgisch zangeres, actrice, tv-presentatrice, voormalig politica en lerares.

## Biografie
Margriet Hermans is van opleiding regentes Frans, geschiedenis en Engels, een diploma dat ze in 1976 behaalde aan het Heilig Grafinstituut in Turnhout, en werd lerares Frans en Engels in verschillende scholen in de Kempen.
In 1985 begon ze haar carrière als zangeres, waarbij ze hits scoorde met nummers als Een vriend (1987), Alle mooie mannen zijn zo lelijk (1990) en Laissez rouler le bon temps, Jacqueline (1994). Driemaal deed ze tevergeefs een poging om voor België naar het Eurovisiesongfestival te gaan: in 1987 met In slow motion, in 1989 met Wat ik bedoel en in 1999 met Ik vaar met je mee.
Vanaf 1989 presenteerde Hermans een aantal jaar vanuit het casino van Middelkerke haar eigen talkshow, Margriet, die op TV1 werd uitgezonden. Op dezelfde zender presenteerde ze ook programma's als de Niks voor Niks-Show met Donaat Deriemaeker. Ze was ook een van de vaste panelleden van het Radio 2-programma De zoete inval en het TV1-programma Zeg eens euh!
In november 2000 trouwde ze met Frank Deloof in Las Vegas. Hermans profileert zich in de Vlaamse pers als biseksuele. Van een andere man heeft ze een dochter, Celien.
In mei 2009 werd haar boek Vele Levens voorgesteld aan de pers. Dit boek gaat in op de vele levens die Margriet Hermans heeft doorlopen: onder meer zangeres, presentatrice en politica.
Na enkele maanden stilte keerde Margriet Hermans terug naar haar roots en ging zingen op festivals en dorpspleinen, waarbij ze naast eigen werk ook putte uit het oeuvre van onder meer artiesten als André Hazes. In 2012 ging ze ook weer les geven.
In 2018 werd ze op seniorenzender Eclips TV presentatrice van een praatprogramma. In 2021 presenteerde ze twee afleveringen van Margriet aan zee op de digitale tv-zender Pickx+ van Proximus. Het concept leunt aan bij haar praatprogramma voor TV1 en wordt ook gepresenteerd vanuit Middelkerke.
In 2022 deed Hermans mee aan het televisieprogramma Liefde voor Muziek, waarin artiesten elkaars nummers vertolken. Lekker blijven hangen, haar cover van 2 Fabiola's She's After My Piano, werd in Vlaanderen een groot succes en leverde haar de grootste hit op uit haar carrière. Ze won hiermee bovendien de Radio 2 Zomerhit. In mei 2022 bracht Hermans na ruim 17 jaar weer een nieuw studioalbum uit, getiteld Spiegelbeeld.
In 2023 werd ze opgenomen in de Radio2 Eregalerij.

## Politiek
Bij de tweede rechtstreekse Vlaamse verkiezingen van 13 juni 1999 werd Margriet Hermans verkozen in de kieskring Mechelen-Turnhout. Ook na de Vlaamse verkiezingen van 13 juni 2004 werd ze opnieuw lid van het Vlaams Parlement. Ze bleef Vlaams volksvertegenwoordiger tot juni 2009. Tussen juli 2004 en juni 2009 werd ze door het Vlaams Parlement aangewezen als gemeenschapssenator in de Senaat. 
In eerste instantie was ze, als lid van de links-liberale vernieuwingsbeweging ID21, verkozen op de lijst VU&ID. Die alliantie alsook de VU zelf vielen in 2001 definitief uit elkaar, waarna ze toetrad tot Spirit, de links-liberale afsplitsing van de partij. In 2002 stapte ze, uit onvrede over het kartel van Spirit met sp.a, echter over naar de liberale VLD, nu Open Vld. 
Margriet Hermans pleitte er als parlementslid onder meer voor om Nederlandstalige muziek meer aandacht te laten krijgen op de radiostations van de VRT. Hiervoor heeft zij reeds meermaals aandacht gevraagd in het Vlaams Parlement. Hermans is hierover in het verleden zeer kritisch geweest tegenover haar voormalige werkgever, de VRT. Hermans wilde de Vlaamse openbare zenders verplichten een bepaald percentage Nederlandstalige (Vlaamse) muziek te spelen. Dit initiatief werd onder anderen gesteund door CD&V-parlementslid Johan Verstreken.
Bij de verkiezingen van 7 juni 2009 behaalde ze vanop de vierde plaats op de kieslijst van Open Vld voor het Vlaams Parlement 6239 voorkeurstemmen, wat gezien het algehele slechte resultaat van Open Vld in Antwerpen niet voldoende was om verkozen te worden. Op de kieslijst voor het Europees Parlement behaalde zij van op de elfde plaats 31.621 stemmen.
Margriet Hermans geraakte aldus niet herverkozen in het Vlaams Parlement, waardoor zij ook ontslag moest nemen als gemeenschapssenator. Zij hernam haar activiteiten als zangeres en presentatrice.
Bij de lokale verkiezingen in 2018 was ze lijstduwer op de lijst LB18 in Oud-Turnhout, evenwel zonder zelf een politiek mandaat na te streven. Ze raakte niet verkozen.

### Functies
Als gemeenschapssenator volgde zij dossiers over volksgezondheid en sociale zaken. Zij zetelde eveneens in de commissie Buitenlandse Zaken waar zij zich sinds 2005 inzette in de strijd tegen de hongersnood in Niger en het steunen van de democratische Iraanse oppositie. Als vicevoorzitter van de commissie Gelijke Kansen heeft zij diverse wetsvoorstellen ingediend (partnergeweld, gelijke beloning en het imago van de vrouw in de media).
Ze was holebi-meter voor Open Vld in de senaat. Ook zette ze zich als vast lid van de Parlementaire Assemblee van de OVSE in voor de vrouwenrechten en gelijke kansen alsook het voorkomen van discriminatie van holebi's. In het Vlaams Parlement zette zij zich in voor meertalenonderwijs en volgde zij de mediadossiers op.
Margriet Hermans was van 2001 tot 2006 gemeenteraadslid in Oud-Turnhout. Hoewel ze in oktober 2006 voor een tweede keer als gemeenteraadslid verkozen was, besliste ze haar mandaat niet op te nemen.
Van 2006 tot 2009 zetelde ze eveneens in de Parlementaire Assemblee van de OVSE. Ook was ze van 2007 tot 2009 voorzitter van de bilaterale sectie Oekraïne en Bangladesh van de Interparlementaire Unie (IPU) en van 2008 tot 2009 ambassadrice voor de sterrenkunde en de ruimtevaart voor België in het kader van het Internationaal Jaar voor de Sterrenkunde.
Op 13 februari 2008 was zij tegenkandidaat van de toenmalige partijvoorzitter Bart Somers voor het voorzitterschap van Open Vld. 15517 leden brachten hun stem uit. Bart Somers behaalde 10.603 stemmen (69,45%) stemmen en Margriet Hermans 3.458 (22,65%), waarop Bart Somers het voorzitterschap behield.
Op 27 februari 2008 richtte Margriet samen met Luc Appermont, Daniël Gybels, Micha Marah, Connie Neefs, John Terra en Johan Verstreken Vlapo vzw op. Vlapo wil een aanspreekpunt worden voor de verdediging, het behoud en de promotie van het Vlaamse lied.

### Voorstellen die wet zijn geworden
- Wetsvoorstel tot wijziging van artikel 194ter van het Wetboek van de inkomstenbelastingen 1992 betreffende de taxshelter-regeling ten gunste van de audiovisuele productie.
- Wetsvoorstel dat ertoe strekt de inbeslagneming of de overdracht te verhinderen van overheidsgeld bestemd voor de internationale samenwerking, met name via de techniek van de aasgierfondsen.

## Eretekens
Ridder in de Leopoldsorde, geridderd door koning Albert op 5 juni 2007

## Trivia
- De zangeres Micha Marah is een achternicht van Hermans.[9]
- Er werd begin jaren 90 ooit een vedettestrip rond haar gemaakt.
- In 1991 had ze een gastoptreden in Samson en Gert (2 afleveringen) als zichzelf. In 1997 speelde ze een gastrol als barones Donderwolken.
- In 1993 maakte Frank Dingenen een parodie van haar nummer Alle mooie mannen zijn zo lelijk... (als ik je zie), genaamd Alle ronde vrouwen....
- Ze werd ook opgevoerd in het album De Poenpakker (1991) in de stripverhalen rond Jean-Pierre Van Rossem door Erik Meynen.
- In het Suske en Wiske-album Het wondere Wolfje (1991), waarin Suske en Wiske proberen een zaal te misleiden door muziek van Mozart te spelen terwijl de componist zelf niet aanwezig is, zet Tante Sidonia onder meer per ongeluk Alle mooie mannen zijn zo lelijk... (als ik je zie) van Margriet Hermans op.
- Ze werd ook opgevoerd in het eerste album van De Geverniste Vernepelingskes door Urbanus en Jan Bosschaert.
- Haar uitspraak dat "harddrugsverslaafden best gecastreerd worden" veroorzaakte een fikse rel binnen haar partij.[10]
- Sinds 2019 is ze  jurylid in De Slimste Mens ter Wereld.
- In 2023 was ze gastspeurder in de 6de aflevering van The Masked Singer.

## Discografie

### Albums
| Album met hitnotering(en) in de Vlaamse Ultratop 200 albums | Datum van verschijnen | Datum van binnenkomst | Hoogste positie | Aantal weken | Opmerkingen   |
| ----------------------------------------------------------- | --------------------- | --------------------- | --------------- | ------------ | ------------- |
| In this album breathes a warm and sensitive woman           | 1986                  | -                     | -               | -            |               |
| Als de nacht komt                                           | 1990                  | -                     | -               | -            |               |
| Ik ben met z'n tweeën                                       | 1992                  | -                     | -               | -            |               |
| Kleine dingen, grote wereld                                 | 1994                  | -                     | -               | -            |               |
| Voluit - De 16 grootste hits                                | 1995                  | 27-01-1996            | 41              | 2            | Verzamelalbum |
| Ik had tijd nodig                                           | 1999                  | -                     | -               | -            |               |
| 50 - Vrouw van vijftig                                      | 2004                  | -                     | -               | -            |               |
| Spiegelbeeld                                                | 2022                  | 04-06-2022            | 5               | 16           |               |

### Singles
| Single met eventuele hitnotering(en) in de Nederlandse Top 40 | Datum van verschijnen | Datum van binnenkomst | Hoogste positie | Aantal weken | Opmerkingen                 |
| ------------------------------------------------------------- | --------------------- | --------------------- | --------------- | ------------ | --------------------------- |
| Alle mooie mannen zijn zo lelijk... (als ik je zie)           | 1991                  | 30-03-1991            | tip9            | -            | Nr. 53 in de Single Top 100 |

| Single met hitnotering(en) in de Vlaamse Ultratop 50 | Datum van verschijnen | Datum van binnenkomst | Hoogste positie | Aantal weken | Opmerkingen                                       |
| ---------------------------------------------------- | --------------------- | --------------------- | --------------- | ------------ | ------------------------------------------------- |
| Too long on my own                                   | 1985                  | -                     | -               | -            |                                                   |
| Bemin me maar laat me vrij                           | 1986                  | -                     | -               | -            |                                                   |
| You're so hard                                       | 1987                  | -                     | -               | -            |                                                   |
| In slow motion                                       | 1987                  | -                     | -               | -            | Nr. 7 in de Vlaamse Top 10                        |
| Een vriend                                           | 1987                  | -                     | -               | -            | Nr. 1 in de Vlaamse Top 10                        |
| Gimme a break                                        | 1988                  | -                     | -               | -            |                                                   |
| Vrij om te gaan (Konoba)                             | 1988                  | -                     | -               | -            | Nr. 6 in de Vlaamse Top 10                        |
| De vlokkige sneeuw                                   | 1988                  | -                     | -               | -            |                                                   |
| The good life                                        | 1989                  | 29-04-1989            | 32              | 4            |                                                   |
| Wat ik bedoel                                        | 1989                  | -                     | -               | -            |                                                   |
| Loop niet weg                                        | 1990                  | -                     | -               | -            | Nr. 10 in de Vlaamse Top 10                       |
| Alle mooie mannen zijn zo lelijk... (als ik je zie)  | 1990                  | -                     | -               | -            |                                                   |
| Katleentje                                           | 1991                  | -                     | -               | -            |                                                   |
| Niets houdt me tegen                                 | 1991                  | -                     | -               | -            |                                                   |
| Nooit meer verliefd                                  | 1992                  | 06-06-1992            | 49              | 1            |                                                   |
| Ik heb de blues / Laat de meisjes bij hun poppen     | 1992                  | -                     | -               | -            |                                                   |
| Een vriend                                           | 1992                  | -                     | -               | -            |                                                   |
| Ik ben met z'n tweeën                                | 1993                  | -                     | -               | -            |                                                   |
| Dat kan wel                                          | 1993                  | -                     | -               | -            |                                                   |
| Onderwijsblues (Het 2e snit en naad)                 | 1994                  | -                     | -               | -            | Nr. 10 in de Vlaamse Top 10                       |
| Laisse rouler les bon temps, Jacqueline              | 1994                  | -                     | -               | -            | Nr. 8 in de Vlaamse Top 10                        |
| Je vaders huis (Nergens is het beter)                | 1994                  | -                     | -               | -            |                                                   |
| Heksen en duivels                                    | 1995                  | -                     | -               | -            |                                                   |
| Mijn eigen weg                                       | 1995                  | -                     | -               | -            |                                                   |
| Only a woman's heart                                 | 1997                  | 15-03-1997            | tip9            | -            | met Micha Marah                                   |
| Amsterdam                                            | 1998                  | -                     | -               | -            |                                                   |
| Veraf en toch dichtbij                               | 1998                  | -                     | -               | -            |                                                   |
| Ik vaar met je mee                                   | 1999                  | -                     | -               | -            |                                                   |
| Wie kent me zo goed                                  | 1999                  | -                     | -               | -            |                                                   |
| De wereld draait maar door                           | 1999                  | -                     | -               | -            | met Paul de Leeuw                                 |
| De wereld draait maar door                           | 2001                  | -                     | -               | -            | met Luc Caals                                     |
| Heb ik vandaag al gezegd                             | 2008                  | -                     | -               | -            | met Eric Flanders                                 |
| Zoals vrienden doen                                  | 2008                  | -                     | -               | -            | met Eric Flanders                                 |
| Nu weet ik dat liefde een doe-woord is               | 2011                  | 17-12-2011            | tip27           | -            | met Eric Flanders Nr. 4 in de Vlaamse Top 10      |
| De wereld draait maar door                           | 2018                  | 05-05-2018            | tip             | -            | met Ive Rénaarts Nr. 39 in de Vlaamse Top 50      |
| Samen leven                                          | 2019                  | 09-02-2019            | tip             | -            | met Celien Nr. 31 in de Vlaamse Top 50            |
| Voor 't leven voor elkaar                            | 2020                  | 23-05-2020            | tip             | -            | met Celien Nr. 35 in de Vlaamse Top 50            |
| Spiegelbeeld                                         | 2022                  | -                     | -               | -            | Uit Liefde voor Muziek                            |
| Lekker blijven hangen                                | 2022                  | 07-05-2022            | 25              | 16           | Uit Liefde voor Muziek Nr. 5 in de Vlaamse Top 30 |
| Zeg het mij                                          | 2022                  | -                     | -               | -            | Uit Liefde voor Muziek                            |
| Vechter                                              | 2022                  | -                     | -               | -            | met Celien Uit Liefde voor Muziek                 |
| Hier komt de zon                                     | 2022                  | -                     | -               | -            | Uit Liefde voor Muziek                            |
| Samen                                                | 2022                  | -                     | -               | -            | Uit Liefde voor Muziek                            |
| Dit en dat                                           | 2022                  | -                     | -               | -            | Nr. 15 in de Vlaamse Top 30                       |
| Zonne-energie                                        | 2023                  | -                     | -               | -            | Nr. 16 in de Vlaamse Top 30                       |
| Een leven samen                                      | 2023                  | -                     | -               | -            | Nr. 20 in de Vlaamse Top 30                       |
| Dezelfde boom                                        | 2024                  | -                     | -               | -            | met Celien                                        |

## Televisie
| Televisie | Televisie                                | Televisie                         |
| Jaar      | Productie                                | Rol                               |
| --------- | ---------------------------------------- | --------------------------------- |
| 2024      | Kamp Jeroom                              | Kandidaat samen met William Boeva |
| 2022      | De Tafel van Vier                        | Zichzelf                          |
| 2022      | Tien om te Zien                          | Zichzelf                          |
| 2021      | James de Musical                         | Zichzelf                          |
| 2021      | Twee tot de zesde macht                  | Zichzelf                          |
| 2020      | Het Leven.doc                            | Zichzelf                          |
| 2020      | Opvoeden doe je zo                       | Zichzelf                          |
| 2019-2021 | Vrede op Aarde                           | Jurylid                           |
| 2019      | De Slimste Mens ter Wereld               | Jurylid                           |
| 2019      | Is er een dokter in de zaal?             | Zichzelf                          |
| 2017      | Gert Late Night                          | Zichzelf                          |
| 2016      | De Pappenheimers                         | Zichzelf                          |
| 2015      | Pauw                                     | Zichzelf                          |
| 2015      | De Slimste Mens ter Wereld               | Kandidaat                         |
| 2012-2014 | Vroeger of later?                        | Zichzelf                          |
| 2012      | De Klas van Frieda                       | Zichzelf                          |
| 2010      | Masterchef                               | Zichzelf                          |
| 2010      | De Chriscollectie                        | Zichzelf                          |
| 2010      | Pauw & Witteman                          | Zichzelf                          |
| 2010      | Phara                                    | Zichzelf                          |
| 2009      | For This is my Blood                     | Zichzelf                          |
| 2003      | Feest! 50 jaar Televisie                 | Zichzelf                          |
| 2003      | Puur Toeval                              | Zichzelf                          |
| 2002      | De leukste eeuw van...                   | Zichzelf                          |
| 2002      | Het mooiste moment                       | Zichzelf                          |
| 2001      | Sleutelgat                               | Zichzelf                          |
| 2001      | Ook dat nog!                             | Zichzelf                          |
| 2001      | Biebabeloela                             | Zichzelf                          |
| 2001      | Mannen op de rand van een zenuwinzinking | Zichzelf                          |
| 2000      | De Quizmaster                            | Zichzelf                          |
| 1999      | Eurosong 1999                            | Zichzelf                          |
| 1998      | Vlaanderen Vakantieland                  | Reporter                          |
| 1998      | Alles kan beter                          | Zichzelf                          |
| 1997      | Coupe Margriet                           | Zichzelf                          |
| 1997      | Samson en Gert                           | Barones Donderwolk                |
| 1996      | Binnen zonder bellen                     | Micheline                         |
| 1992      | Zeg eens euh!                            | Zichzelf                          |
| 1991      | Sterrencircus                            | Zichzelf                          |
| 1989-1990 | De drie wijzen                           | Zichzelf                          |
| 1989      | Margriet                                 | Zichzelf                          |
| 1989      | Eurosong 1989                            | Zichzelf                          |
| 1987      | Eurosong 1987                            | Zichzelf                          |

## Filmografie
| Films | Films                                              | Films    |
| Jaar  | Productie                                          | Rol      |
| ----- | -------------------------------------------------- | -------- |
| 2022  | 2 kleine kleutertjes: Een dag om nooit te vergeten | Oma      |
| 1988  | Gaston en Leo in Hong Kong                         | Jeanneke |